# جورج تاون، تاسمانی
جورج تاون (به انگلیسی: George Town) یک شهرک در استرالیا است که در تاسمانی واقع شده‌است.